# E-prime
E-Prime (Bourland, 1965), afkorting voor English Prime, heeft oorspronkelijk betrekking op een modificatie van de Engelse taal, die het gebruik van alle vormen van het werkwoord “zijn” verbiedt, maar is evenzeer van toepassing op vrijwel elke andere taal, dus ook het Nederlands.

## Geschiedenis
D. David Bourland, Jr. stelde, een aantal jaren na de dood van Korzybski in 1950, E-Prime voor als toevoeging aan Afred Korzybski's algemene semantiek. Bourland, die bij Korzybski studeerde, bedacht de term in een essay uit 1965 met de titel A Linguistic Note: Writing in E-Prime (oorspronkelijk gepubliceerd in het General Semantics Bulletin). Het riep al snel een controverse op binnen de algemene semantiek, deels omdat beoefenaars van de Algemene Semantiek vonden dat Bourland het werkwoord ‘zijn’ als zodanig aanviel en niet bepaalde manieren waarop het gebruikt werd.
Korzybski had gezien dat de twee vormen van het werkwoord ‘zijn’— het 'is' van identiteit en het bewerende ‘is' — structurele problemen opleverden. Bijvoorbeeld de zin “De jas is rood” heeft geen waarnemer, de zin “We zien de jas als rood” (waar “we” de waarnemers aangeeft) lijkt juister dan de feiten over lichtgolven en kleur zoals ze door de moderne wetenschap weergegeven worden, dat wil zeggen dat kleur het resultaat is van een reactie in het menselijk brein. Korzybski bepleitte het verhogen van iemands bewustzijn, doorgaans door het trainen in algemene semantiek.

## De verschillende functies van ‘zijn’
In het gebruik heeft het werkwoord ‘zijn’ duidelijk verschillende functies:
- Identiteit, in de vorm “zelfstandig naamwoord – koppelwerkwoord – zelfstandig naamwoord" [De kat is een dier]
- Bewering, in de vorm "zelfstandig naamwoord – koppelwerkwoord – bijvoeglijk naamwoord" [De kat is harig]
- Hulpwerkwoord, in de vorm "zelfstandig naamwoord – koppelwerkwoord – werkwoord" [De kat is aan het slapen]; [De kat is door de hond gebeten]
- Bestaan, in de vorm "koppelwerkwoord – zelfstandig naamwoord" [Er is een kat]
- Plaats, in de vorm " zelfstandig naamwoord – koppelwerkwoord – plaats" [De kat is in de tuin]

Bourland ziet met name de functies van “identiteit” en “bewering” als verderfelijk, maar bepleit het elimineren van alle vormen ten bate van de eenvoud. In het geval van de “bestaans”-vorm (en minder idiomatisch, de “plaats”-vorm), kan men het eenvoudig vervangen door “bestaat”.

## Kritiek van E-Prime
E-Prime dwingt de schrijver werkwoorden en betekenissen zorgvuldig te kiezen: het elimineren van “zijn” elimineert impliciet de passieve stem en het progressieve aspect. Alleen al deze beperking is verantwoordelijk voor een groot deel van de aantrekkingskracht van E-Prime voor sommigen van de pleitbezorgers ervan, aangezien vele stilisten betogen dat zulke constructies maar al te vaak in slordig geschreven Engels voorkomen. Natuurlijk kan het voor sommige schrijvers ook problemen opleveren als ze E-Prime leren gebruiken.
Bourland en andere pleitbezorgers opperen ook dat het gebruik van E-Prime tot een minder dogmatische taalstijl leidt en dat de mogelijkheid tot misverstand en conflict kleiner wordt (Zie bijvoorbeeld hieronder bij Links, het artikel van Bourland over grondslagen van E-Prime). Kwaadsprekers zouden kunnen opmerken dat sommige talen equivalenten van het werkwoord “zijn” nu al heel verschillend hanteren zonder dat ze de sprekers duidelijke voordelen bieden. Het Arabisch mist, net als het Russisch, bijvoorbeeld al een werkwoordsvorm van “zijn” in de tegenwoordige tijd. Als iemand in het Arabisch wil beweren dat een appel er rood uitziet, zal hij niet letterlijk zeggen “de appel is rood”, maar “de appel roodt”. Sprekers kunnen, met andere woorden, zelfs zonder het bestaan van het woord zelf, toch de werkwoordsvorm van “zijn” communiceren, met de semantische voor- en nadelen daarvan. Voor hen biedt de poging tot het afzwakken van de dubbelzinnigheden door E-prime dus geen oplossing. Op dezelfde manier maakt de taal van de Ainu consequent geen onderscheid tussen “zijn” en “worden”; dus ne betekent voor hen zowel “zijn” als “worden”, en pirka betekent zowel “goed”, “wees goed” als “wordt goed”. Veel talen — bijvoorbeeld Japans, Spaans en Hebreeuws — maken al het onderscheid tussen “bestaan/plaats” en “identiteit/bewering”.
E-Prime en Charles Kay Ogdens Basic English zijn niet met elkaar verenigbaar omdat Basic English een gesloten verzameling werkwoorden heeft, die werkwoorden zoals “worden”, “blijven”, en “gelijk” uitsluiten, die E-Prime gebruikt om op een nauwkeurige manier toestanden van het zijn te beschrijven. Wijzigingen, zoals die voor E-Prime zijn voorgesteld, zouden ook zoveel manieren elimineren om het aspect in het Afro-Amerikaanse moeder-Engels uit te drukken, dat het onwerkbaar zou blijken te zijn als het in het wilde weg in zo’n taal toegepast zou worden.
Alfred Korzybski heeft kritiek uitgeoefend op het gebruik van het werkwoord “zijn”, en van hem wordt de uitspraak aangehaald dat “elke stelling die het woord ‘is’ bevat [of het daaraan verwante ‘zijn’, ‘was’ enz.] een linguïstische structuur creëert die uiteindelijk ernstige misvattingen oplevert”. Maar hij zei ook dat de door hem bedachte uitspraak “de kaart is niet het gebied” gerechtvaardigd was omdat “de ontkenning van de identificatie (zoals in ‘is niet’) tegenovergestelde neuro-linguistische effecten op de hersenen heeft, vergeleken met de uitspraak over identiteit (zoals in ‘is’). Noam Chomsky, algemeen beschouwd als de vader van de huidige taalwetenschappen, heeft commentaar geleverd op de kritiek van Korzybski, waarbij hij aanvoert dat het lijkt dat Korzybski van gedachten is veranderd. Chomsky zei:
“Soms kan iets wat we zeggen misleidend zijn, soms niet, afhankelijk van of we al dan niet zorgvuldig zijn. Misschien staat er wel meer [in Korzybski’s werk], maar ik zie het niet. Dat was de conclusie van mijn scriptie 60 jaar geleden. Toen ik Korbzyski zorgvuldig doorlas, kon ik niets anders ontdekken dan dat niet óf onbelangrijk óf onjuist was. Wat betreft de neuro-lingistische effecten op de hersenen: daar was niets over bekend toen hij zijn werk schreef en heel weinig dat tegenwoordig relevant is.”
Chomsky, een anarchist, heeft ook gezegd dat de grootste verstoorders van onze waarneming machtsconcentraties zijn, zoals staten en bedrijven. Hij gelooft dat machtscentra over veel meer middelen beschikken om hun eigen standpunten te verspreiden en onze waarneming van de werkelijkheid te beïnvloeden, dan gewoon alleen het werkwoord “zijn” niet te gebruiken.

## Ontmoedigde vormen
Zijn valt in het Nederlands onder de groep onregelmatige werkwoorden. E-Prime zou dus de volgende woorden verhinderen, omdat het vormen van zijn zijn:
- zijn
- zijnde
- geweest
- ben(t)
- is
- was
- waren

### Toegestane woorden
De volgende woorden zijn in E-Prime wel toegestaan, omdat ze niet afgeleid zijn van zijn. Een aantal daarvan dienen voor dezelfde grammaticale functies.
- worden
- heb; hebben; had; hadden
- kan; kunt; kunnen; kon; konden
- wil; willen;wilde; wilden
- zal; zullen; zou; zouden
- moet; moeten; moesten
- blijk; blijken; gebleken

### Toegestane woorden met verboden homofonen of homografen
De volgende woorden worden hetzelfde geschreven (homograaf) of klinken als (homofoon) vormen van het werkwoord zijn, maar hebben niet dezelfde betekenis.
- zijn, het bezittelijk voornaamwoord; en woorden als was (wasgoed), waren (goederen) enz. Dat zijn dus homografen
- Homofonen, die dus klinken als vormen van het werkwoord zijn, zijn b.v. wel bekend in het Engels: bee, (insect), maar niet in het Nederlands (hoewel sommige mensen het woord 'eens' ook wel als 'is' spellen).

## Voorbeelden
Deze voorbeelden geven een aantal manieren aan waarop het Standaardnederlands veranderd kan worden door gebruik te maken van E-Prime.
| E-prime | Standaardnederlands |
| --- | --- |
| | |
| Rozen lijken rood, Viooltjes lijken blauw. Ik vind honing lekker, En vind dat ook van jou. | Rozen zijn rood Viooltjes zijn blauw. Honing is lekker, Zo is het ook met jou. |
| | |
| Wij zagen onze beginselen als juist, maar de gevolgen werden als rampzalig ervaren. Wij vinden dit een zieke eeuw…Wij geloofden in onze harde en zuivere wil en vonden dat het volk ons lief moest hebben. Maar wij hebben het gevoel dat ze ons haten. Waarom lijken wij in hun ogen zo weerzinwekkend en verachtelijk? - uit Koestlers Nacht in de Middag. | Al onze beginselen waren juist, maar onze uitkomsten zijn verkeerd. Dit is een zieke eeuw…Onze wil was hard en zuiver en het volk had ons moeten liefhebben, Maar ze haten ons, Waarom zijn wij zo weerzinwekkend en verachtelijk? - uit Koestlers Nacht in de Middag. |

## Voorbeelden van letterlijke vertaling versus vertaling “in de geest” van E-Prime
In het oorspronkelijke gedicht (Rozen zijn rood; Viooltjes zijn blauw. Honing is lekker, Zo is het ook met jou.) drukt de spreker zijn geloof in absolute waarden uit: “zoals het waar is dat rozen rood en honing zoet is, is het waar dat jij zo zoet als honing bent.” Met andere woorden, de spreker vindt iets, en spreekt die persoonlijke mening uit als waarheid. Het is niet absoluut waar, maar het is de subjectieve waarheid van de spreker. Dat is waar. Als iemand zijn persoonlijke mening geeft en daarbij een van de vormen van zijn gebruikt, maakt hij zich schuldig aan een denkfout. De werkelijkheid is en alles wat mensen over de werkelijkheid zeggen is niet, maar is hun mening. Een mening is geen eigenschap van de werkelijkheid, maar een eigenschap van de spreker. Zijn behoort dus uitsluitend tot het bestaande, het zijnde. Wat iemand beweert over het zijnde zegt dus primair iets over het subjectieve filter waarmee hij de werkelijkheid bekijkt. Lekker is geen eigenschap van voedsel, maar een mening van de eter, zoals het rood zijn geen eigenschap van de roos, maar een afspraak is. Dus wij noemen een roos rood en zeggen vervolgens ten onrechte dat de roos rood is. Wij hebben de afspraak gemaakt dat wij de optelling 2 + 2 vier noemen, maar 2 + 2 is geen vier. E-Prime probeert dit soort denken en schrijven te vermijden, door te wijzen op een duidelijk onderscheid tussen meningen, opvattingen, geloven en overtuigingen en feitelijkheden. Dingen zijn niet normaal, lekker, mooi, belangrijk en leuk, maar mensen vinden ze normaal, lekker, mooi, belangrijk en leuk.

### Eerste voorbeeld van een letterlijke vertaling
Een E-Prime-vertaling waarin geprobeerd wordt om de letterlijke betekenis van het origineel te bewaren zou als volgt kunnen luiden:
Rozen zien er rood uit;
Viooltjes zien er blauw uit.
Honing bevalt mij,
En jij ook.

### Tweede voorbeeld van een letterlijke vertaling
Het volgende voorbeeld offert de metafoor op die regel 4 van het origineel inhoudt (“jij bent honingzoet”) om de letterlijke betekenis van regel 3 te handhaven, namelijk dat honing zoet smaakt, en daardoor regel 4 vervangt door een vergelijkbare betekenis die dicht bij het origineel ligt: “honing smaakt zoet, en iets in jou zorgt ervoor dat jij net zo zoet bent.”
Rozen zien er rood uit;
Viooltjes zien er blauw uit.
Honing smaakt lekker,
Even lekker als jij.
(Dit voorbeeld gaat ervan uit dat de spreker niet bedoelt dat de aangesprokene van het gedicht “zoet smaakt,” maar hij bedoelt zoiets als “ik vind jou net zo zoet als honing,” waarbij hij probeert metrum en ritme van het origineel te bewaren, terwijl hij toch elke vorm van het werkwoord “zijn” probeert te vermijden.)

### Een voorbeeld van een vertaling “in de geest” van E-Prime
Om uit het origineel de aanname te verwijderen van iets absoluuts (“wat is”) en denken en standpunt meer weer te geven in de geest van E-Prime, is de volgende vertaling een poging om de bedoeling van een hypothetische spreker ten opzichte van de aangesprokene rechtstreeks te beschrijven en die bedoeling te laten zien via het filter van de opvattingen van de spreker over de werkelijkheid. Onderstaande vertaling verandert dus de bedoeling van het gedicht.
Rozen noemen wij rood;
Viooltjes noemen wij blauw.
Ik hou van honing,
en ik hou van jou.
Die versie is dus een poging om iets te zeggen dat sterk lijkt op “Ik neem de werkelijkheid waar op de manier waarop de meeste mensen dat doen. (Er zijn maar weinig mensen die zouden willen betwisten dat de meest voorkomende rozensoort voor het menselijke oog rood lijkt, of dat viooltjes er blauw uit kunnen zien.) Als ik je dus vertel dat ik van honing hou en van jou, beweer ik dat ik die uitspraak doe met een even absolute zekerheid als de menselijke waarneming dat toelaat.